# Liste der Olympiasieger im Wasserspringen
Die Liste der Olympiasieger im Wasserspringen führt sämtliche Sieger sowie die Zweit- und Drittplatzierten der Wettbewerbe im Wasserspringen bei den Olympischen Sommerspielen auf, gegliedert nach Geschlecht und Disziplinen. Im weiteren Teil werden die jeweils zehn erfolgreichsten olympischen Medaillengewinner aufgelistet. Den Abschluss bildet die Nationenwertung (zusätzlich nach Männern und Frauen gegliedert).
Wasserspringen ist seit 1904 olympisch. In St. Louis standen zwei Disziplinen der Männer im Programm. Der erste Frauenwettbewerb wurde 1912 in Stockholm ausgetragen. Seit 2000 sind bei den Männern und den Frauen auch die Synchronspringen olympisch.
Der erfolgreichste Springer bei den Männern ist der Chinese Cao Yuan, der zwischen 2012 und 2024 viermal Gold sowie je einmal Silber und Bronze gewinnen konnte. Bei den Frauen ist die Chinesin Wu Minxia mit insgesamt fünf Gold-, einer Silber- und einer Bronzemedaille, die sie zwischen 2000 und 2016 gewinnen konnte, am erfolgreichsten.

## Männer

### Turmspringen 10 m
| Olympia             | Gold              | Silber            | Bronze                            |
| ------------------- | ----------------- | ----------------- | --------------------------------- |
| 1904 St. Louis      | George Sheldon    | Georg Hoffmann    | Frank Kehoe Alfred Braunschweiger |
| 1906 Athen          | Gottlob Walz      | Georg Hoffmann    | Otto Satzinger                    |
| 1908 London         | Hjalmar Johansson | Karl Malmström    | Arvid Spångberg                   |
| 1912 Stockholm      | Erik Adlerz       | Albert Zürner     | Gustaf Blomgren                   |
| 1920 Antwerpen      | Clarence Pinkston | Erik Adlerz       | Harry Prieste                     |
| 1924 Paris          | Albert White      | David Fall        | Clarence Pinkston                 |
| 1928 Amsterdam      | Pete Desjardins   | Farid Simaika     | Michael Galitzen                  |
| 1932 Los Angeles    | Harold Smith      | Michael Galitzen  | Frank Kurtz                       |
| 1936 Berlin         | Marshall Wayne    | Elbert Root       | Hermann Stork                     |
| 1948 London         | Samuel Lee        | Bruce Harlan      | Joaquín Capilla                   |
| 1952 Helsinki       | Samuel Lee        | Joaquín Capilla   | Günther Haase                     |
| 1956 Melbourne      | Joaquín Capilla   | Gary Tobian       | Richard Conner                    |
| 1960 Rom            | Robert Webster    | Gary Tobian       | Brian Phelps                      |
| 1964 Tokio          | Robert Webster    | Klaus Dibiasi     | Thomas Gompf                      |
| 1968 Mexiko-Stadt   | Klaus Dibiasi     | Álvaro Gaxiola    | Edwin Young                       |
| 1972 München        | Klaus Dibiasi     | Richard Rydze     | Franco Cagnotto                   |
| 1976 Montreal       | Klaus Dibiasi     | Greg Louganis     | Uladsimir Alejnik                 |
| 1980 Moskau         | Falk Hoffmann     | Uladsimir Alejnik | Dawit Hambarzumjan                |
| 1984 Los Angeles    | Greg Louganis     | Bruce Kimball     | Li Kongzheng                      |
| 1988 Seoul          | Greg Louganis     | Xiong Ni          | Jesús Mena                        |
| 1992 Barcelona      | Sun Shuwei        | Scott Donie       | Xiong Ni                          |
| 1996 Atlanta        | Dmitri Sautin     | Jan Hempel        | Xiao Hailiang                     |
| 2000 Sydney         | Tian Liang        | Hu Jia            | Dmitri Sautin                     |
| 2004 Athen          | Hu Jia            | Mathew Helm       | Tian Liang                        |
| 2008 Peking         | Matthew Mitcham   | Zhou Lüxin        | Gleb Galperin                     |
| 2012 London         | David Boudia      | Qiu Bo            | Tom Daley                         |
| 2016 Rio de Janeiro | Chen Aisen        | Germán Sánchez    | David Boudia                      |
| 2020 Tokio          | Cao Yuan          | Yang Jian         | Tom Daley                         |
| 2024 Paris          | Cao Yuan          | Rikuto Tamai      | Noah Williams                     |

### Kunstspringen 3 m
| Olympia             | Gold               | Silber             | Bronze                      |
| ------------------- | ------------------ | ------------------ | --------------------------- |
| 1908 London         | Albert Zürner      | Kurt Behrens       | Gottlob Walz George Gaidzik |
| 1912 Stockholm      | Paul Günther       | Hans Luber         | Kurt Behrens                |
| 1920 Antwerpen      | Louis Kuehn        | Clarence Pinkston  | Louis Balbach               |
| 1924 Paris          | Albert White       | Pete Desjardins    | Clarence Pinkston           |
| 1928 Amsterdam      | Pete Desjardins    | Michael Galitzen   | Farid Simaika               |
| 1932 Los Angeles    | Michael Galitzen   | Harold Smith       | Richard Degener             |
| 1936 Berlin         | Richard Degener    | Marshall Wayne     | Alan Greene                 |
| 1948 London         | Bruce Harlan       | Miller Anderson    | Samuel Lee                  |
| 1952 Helsinki       | David Browning     | Miller Anderson    | Bob Clotworthy              |
| 1956 Melbourne      | Bob Clotworthy     | Donald Harper      | Joaquín Capilla             |
| 1960 Rom            | Gary Tobian        | Sam Hall           | Juan Botella                |
| 1964 Tokio          | Kenneth Sitzberger | Frank Gorman       | Lawrence Andreasen          |
| 1968 Mexiko-Stadt   | Bernard Wrightson  | Klaus Dibiasi      | James Henry                 |
| 1972 München        | Wladimir Wassin    | Franco Cagnotto    | Craig Lincoln               |
| 1976 Montreal       | Philip Boggs       | Franco Cagnotto    | Aljaksandr Kassjankou       |
| 1980 Moskau         | Alexander Portnow  | Carlos Girón       | Franco Cagnotto             |
| 1984 Los Angeles    | Greg Louganis      | Tan Liangde        | Ronald Merriott             |
| 1988 Seoul          | Greg Louganis      | Tan Liangde        | Li Deliang                  |
| 1992 Barcelona      | Mark Lenzi         | Tan Liangde        | Dmitri Sautin               |
| 1996 Atlanta        | Xiong Ni           | Yu Zhuocheng       | Mark Lenzi                  |
| 2000 Sydney         | Xiong Ni           | Fernando Platas    | Dmitri Sautin               |
| 2004 Athen          | Peng Bo            | Alexandre Despatie | Dmitri Sautin               |
| 2008 Peking         | He Chong           | Alexandre Despatie | Qin Kai                     |
| 2012 London         | Ilja Sacharow      | Qin Kai            | He Chong                    |
| 2016 Rio de Janeiro | Cao Yuan           | Jack Laugher       | Patrick Hausding            |
| 2020 Tokio          | Xie Siyi           | Wang Zongyuan      | Jack Laugher                |
| 2024 Paris          | Xie Siyi           | Wang Zongyuan      | Osmar Olvera                |

### Synchronspringen 10 m
| Olympia             | Gold                                  | Silber                                         | Bronze                                           |
| ------------------- | ------------------------------------- | ---------------------------------------------- | ------------------------------------------------ |
| 2000 Sydney         | Russland Igor Lukaschin Dmitri Sautin | China Hu Jia Tian Liang                        | Deutschland Jan Hempel Heiko Meyer               |
| 2004 Athen          | China Tian Liang Yang Jinghui         | Großbritannien Leon Taylor Peter Waterfield    | Australien Mathew Helm Robert Newbery            |
| 2008 Peking         | China Lin Yue Huo Liang               | Deutschland Patrick Hausding Sascha Klein      | Russland Gleb Galperin Dmitri Dobroskok          |
| 2012 London         | China Cao Yuan Zhang Yanquan          | Mexiko Germán Sánchez Iván García              | Vereinigte Staaten Nicholas McCrory David Boudia |
| 2016 Rio de Janeiro | China Chen Aisen Lin Yue              | Vereinigte Staaten David Boudia Steele Johnson | Großbritannien Tom Daley Daniel Goodfellow       |
| 2020 Tokio          | Großbritannien Tom Daley Matty Lee    | China Cao Yuan Chen Aisen                      | ROC Alexander Bondar Wiktor Minibajew            |
| 2024 Paris          | China Yang Hao Lian Junjie            | Großbritannien Tom Daley Noah Williams         | Kanada Rylan Wiens Nathan Zsombor-Murray         |

### Synchronspringen 3 m
| Olympia             | Gold                                          | Silber                                             | Bronze                                        |
| ------------------- | --------------------------------------------- | -------------------------------------------------- | --------------------------------------------- |
| 2000 Sydney         | China Xiong Ni Xiao Hailiang                  | Russland Alexander Dobroskok Dmitri Sautin         | Australien Robert Newbery Dean Pullar         |
| 2004 Athen          | Griechenland Thomas Bimis Nikolaos Siranidis  | Deutschland Tobias Schellenberg Andreas Wels       | Australien Steven Barnett Robert Newbery      |
| 2008 Peking         | China Wang Feng Qin Kai                       | Russland Dmitri Sautin Juri Kunakow                | Ukraine Illja Kwascha Oleksij Pryhorow        |
| 2012 London         | China Luo Yutong Qin Kai                      | Russland Ilja Sacharow Jewgeni Kusnezow            | Vereinigte Staaten Troy Dumais Kristian Ipsen |
| 2016 Rio de Janeiro | Großbritannien Christopher Mears Jack Laugher | Vereinigte Staaten Sam Dorman Michael Hixon        | China Cao Yuan Qin Kai                        |
| 2020 Tokio          | China Wang Zongyuan Xie Siyi                  | Vereinigte Staaten Andrew Capobianco Michael Hixon | Deutschland Patrick Hausding Lars Rüdiger     |
| 2024 Paris          | China Long Daoyi Wang Zongyuan                | Mexiko Juan Celaya Osmar Olvera                    | Großbritannien Anthony Harding Jack Laugher   |

### Turmspringen einfach
| Olympia        | Gold          | Silber            | Bronze        |
| -------------- | ------------- | ----------------- | ------------- |
| 1912 Stockholm | Erik Adlerz   | Hjalmar Johansson | John Jansson  |
| 1920 Antwerpen | Arvid Wallman | Nils Skoglund     | John Jansson  |
| 1924 Paris     | Richmond Eve  | John Jansson      | Harold Clarke |

### Kopfweitsprung
| Olympia        | Gold           | Silber      | Bronze      |
| -------------- | -------------- | ----------- | ----------- |
| 1904 St. Louis | William Dickey | Edgar Adams | Leo Goodwin |

## Frauen

### Turmspringen 10 m
| Olympia             | Gold                      | Silber                    | Bronze                |
| ------------------- | ------------------------- | ------------------------- | --------------------- |
| 1912 Stockholm      | Greta Johansson           | Lisa Regnell              | Belle White           |
| 1920 Antwerpen      | Stefanie Clausen          | Eileen Armstrong          | Eva Olliwier          |
| 1924 Paris          | Caroline Smith            | Elizabeth Becker-Pinkston | Hjördis Töpel         |
| 1928 Amsterdam      | Elizabeth Becker-Pinkston | Georgia Coleman           | Laura Sjöqvist        |
| 1932 Los Angeles    | Dorothy Poynton           | Georgia Coleman           | Marion Roper          |
| 1936 Berlin         | Dorothy Poynton           | Velma Dunn                | Käthe Köhler          |
| 1948 London         | Victoria Draves           | Patricia Elsener          | Birte Christoffersen  |
| 1952 Helsinki       | Patricia McCormick        | Paula Pope                | Juno Irwin            |
| 1956 Melbourne      | Patricia McCormick        | Juno Irwin                | Paula Pope            |
| 1960 Rom            | Ingrid Krämer             | Paula Pope                | Ninel Krutowa         |
| 1964 Tokio          | Lesley Bush               | Ingrid Krämer             | Galina Alexejewa      |
| 1968 Mexiko-Stadt   | Milena Duchková           | Natalja Lobanowa          | Ann Peterson          |
| 1972 München        | Ulrika Knape              | Milena Duchková           | Marina Janicke        |
| 1976 Montreal       | Jelena Waizechowskaja     | Ulrika Knape              | Deborah Wilson        |
| 1980 Moskau         | Martina Jäschke           | Sirward Emirsjan          | Liana Zotadse         |
| 1984 Los Angeles    | Zhou Jihong               | Michele Mitchell          | Wendy Wyland          |
| 1988 Seoul          | Xu Yanmei                 | Michele Mitchell          | Wendy Williams        |
| 1992 Barcelona      | Fu Mingxia                | Jelena Miroschina         | Mary Ellen Clark      |
| 1996 Atlanta        | Fu Mingxia                | Annika Walter             | Mary Ellen Clark      |
| 2000 Sydney         | Laura Wilkinson           | Li Na                     | Anne Montminy         |
| 2004 Athen          | Chantelle Newbery         | Lao Lishi                 | Loudy Tourky          |
| 2008 Peking         | Chen Ruolin               | Émilie Heymans            | Wang Xin              |
| 2012 London         | Chen Ruolin               | Brittany Broben           | Pandelela Rinong Pamg |
| 2016 Rio de Janeiro | Ren Qian                  | Si Yajie                  | Meaghan Benfeito      |
| 2020 Tokio          | Quan Hongchan             | Chen Yuxi                 | Melissa Wu            |
| 2024 Paris          | Quan Hongchan             | Chen Yuxi                 | Kim Mi-rae            |

### Kunstspringen 3 m
| Olympia             | Gold                      | Silber            | Bronze            |
| ------------------- | ------------------------- | ----------------- | ----------------- |
| 1920 Antwerpen      | Aileen Riggin             | Helen Wainwright  | Thelma Payne      |
| 1924 Paris          | Elizabeth Becker-Pinkston | Aileen Riggin     | Caroline Fletcher |
| 1928 Amsterdam      | Helen Meany               | Dorothy Poynton   | Georgia Coleman   |
| 1932 Los Angeles    | Georgia Coleman           | Katherine Rawls   | Jane Fauntz       |
| 1936 Berlin         | Marjorie Gestring         | Katherine Rawls   | Dorothy Poynton   |
| 1948 London         | Victoria Draves           | Zoe-Ann Olsen     | Patricia Elsener  |
| 1952 Helsinki       | Patricia McCormick        | Madeleine Moreau  | Zoe-Ann Olsen     |
| 1956 Melbourne      | Patricia McCormick        | Jeanne Stunyo     | Irene MacDonald   |
| 1960 Rom            | Ingrid Krämer             | Paula Pope        | Elizabeth Ferris  |
| 1964 Tokio          | Ingrid Krämer             | Jeanne Collier    | Patsy Willard     |
| 1968 Mexiko-Stadt   | Susan Gossick             | Tamara Pogoschewa | Keala O’Sullivan  |
| 1972 München        | Micki King                | Ulrika Knape      | Marina Janicke    |
| 1976 Montreal       | Jennifer Chandler         | Christa Köhler    | Cynthia Potter    |
| 1980 Moskau         | Irina Kalinina            | Martina Proeber   | Karin Guthke      |
| 1984 Los Angeles    | Sylvie Bernier            | Kelly McCormick   | Christina Seufert |
| 1988 Seoul          | Gao Min                   | Li Qing           | Kelly McCormick   |
| 1992 Barcelona      | Gao Min                   | Irina Laschko     | Brita Baldus      |
| 1996 Atlanta        | Fu Mingxia                | Irina Laschko     | Annie Pelletier   |
| 2000 Sydney         | Fu Mingxia                | Guo Jingjing      | Dörte Lindner     |
| 2004 Athen          | Guo Jingjing              | Wu Minxia         | Julija Pachalina  |
| 2008 Peking         | Guo Jingjing              | Julija Pachalina  | Wu Minxia         |
| 2012 London         | Wu Minxia                 | He Zi             | Laura Sánchez     |
| 2016 Rio de Janeiro | Shi Tingmao               | He Zi             | Tania Cagnotto    |
| 2020 Tokio          | Shi Tingmao               | Wang Han          | Krysta Palmer     |
| 2024 Paris          | Chen Yiwen                | Maddison Keeney   | Chang Yani        |

### Synchronspringen 10 m
| Olympia             | Gold                          | Silber                                              | Bronze                                                |
| ------------------- | ----------------------------- | --------------------------------------------------- | ----------------------------------------------------- |
| 2000 Sydney         | China Li Na Sang Xue          | Kanada Émilie Heymans Anne Montminy                 | Australien Rebecca Gilmore Loudy Tourky               |
| 2004 Athen          | China Lao Lishi Li Ting       | Russland Natalja Gontscharowa Julija Koltunowa      | Kanada Blythe Hartley Émilie Heymans                  |
| 2008 Peking         | China Wang Xin Chen Ruolin    | Australien Briony Cole Melissa Wu                   | Mexiko Paola Espinosa Tatiana Ortiz                   |
| 2012 London         | China Chen Ruolin Wang Hao    | Mexiko Paola Espinosa Alejandra Orozco              | Kanada Meaghan Benfeito Roseline Filion               |
| 2016 Rio de Janeiro | China Chen Ruolin Liu Huixia  | Malaysia Jun Hoong Cheong Pandelela Rinong Pamg     | Kanada Meaghan Benfeito Roseline Filion               |
| 2020 Tokio          | China Chen Yuxi Zhang Jiaqi   | Vereinigte Staaten Delaney Schnell Jessica Parratto | Mexiko Gabriela Agúndez Alejandra Orozco              |
| 2024 Paris          | China Chen Yuxi Quan Hongchan | Nordkorea Kim Mi-rae Jo Jin-mi                      | Großbritannien Andrea Spendolini-Sirieix Lois Toulson |

### Synchronspringen 3 m
| Olympia             | Gold                                  | Silber                                            | Bronze                                           |
| ------------------- | ------------------------------------- | ------------------------------------------------- | ------------------------------------------------ |
| 2000 Sydney         | Russland Wera Iljina Julija Pachalina | China Fu Mingxia Guo Jingjing                     | Ukraine Hanna Sorokina Olena Schupina            |
| 2004 Athen          | China Wu Minxia Guo Jingjing          | Russland Wera Iljina Julija Pachalina             | Australien Irina Laschko Chantelle Newbery       |
| 2008 Peking         | China Guo Jingjing Wu Minxia          | Russland Julija Pachalina Anastassija Posdnjakowa | Deutschland Ditte Kotzian Heike Fischer          |
| 2012 London         | China He Zi Wu Minxia                 | Vereinigte Staaten Kelci Bryant Abby Johnston     | Kanada Jennifer Abel Émilie Heymans              |
| 2016 Rio de Janeiro | China Shi Tingmao Wu Minxia           | Italien Tania Cagnotto Francesca Dallapé          | Australien Maddison Keeney Anabelle Smith        |
| 2020 Tokio          | China Shi Tingmao Wang Han            | Kanada Jennifer Abel Mélissa Citrini-Beaulieu     | Deutschland Lena Hentschel Tina Punzel           |
| 2024 Paris          | China Chang Yani Chen Yiwen           | Vereinigte Staaten Sarah Bacon Kassidy Cook       | Großbritannien Yasmin Harper Scarlett Mew Jensen |

## Die erfolgreichsten Teilnehmer
- Platz: Gibt die Reihenfolge der Athleten wieder. Diese wird durch die Anzahl der Goldmedaillen bestimmt. Bei gleicher Anzahl werden die Silbermedaillen verglichen, danach die Bronzemedaillen.
- Name: Name des Athleten.
- Land: Das Land, für das der Athlet startete. Bei einem Wechsel der Nationalität wird das Land genannt, für das der Athlet die letzte Medaille erzielte.
- Von: Das Jahr, in dem der Athlet die erste Medaille gewonnen hat.
- Bis: Das Jahr, in dem der Athlet die letzte Medaille gewonnen hat.
- Gold: Anzahl der gewonnenen Goldmedaillen.
- Silber: Anzahl der gewonnenen Silbermedaillen.
- Bronze: Anzahl der gewonnenen Bronzemedaillen.
- Gesamt: Anzahl aller gewonnenen Medaillen.

### Männer
| Platz | Name            | Land               | Von  | Bis  | Gold | Silber | Bronze | Gesamt |
| ----- | --------------- | ------------------ | ---- | ---- | ---- | ------ | ------ | ------ |
| 1     | Cao Yuan        | China              | 2012 | 2024 | 4    | 1      | 1      | 6      |
| 2     | Greg Louganis   | Vereinigte Staaten | 1976 | 1988 | 4    | 1      | –      | 5      |
| 3     | Klaus Dibiasi   | Italien            | 1964 | 1976 | 3    | 2      | –      | 5      |
| 4     | Xiong Ni        | China              | 1988 | 2000 | 3    | 1      | 1      | 5      |
| 5     | Xie Siyi        | China              | 2020 | 2024 | 3    | –      | –      | 3      |
| 6     | Wang Zongyuan   | China              | 2020 | 2024 | 2    | 2      | –      | 4      |
| 7     | Dmitri Sautin   | Russland           | 1992 | 2004 | 2    | 1      | 4      | 7      |
| 8     | Qin Kai         | China              | 2008 | 2016 | 2    | 1      | 2      | 5      |
| 9     | Tian Liang      | China              | 2000 | 2004 | 2    | 1      | 1      | 4      |
| 10    | Erik Adlerz     | Schweden           | 1912 | 1920 | 2    | 1      | –      | 3      |
| 10    | Chen Aisen      | China              | 2016 | 2020 | 2    | 1      | –      | 3      |
| 10    | Pete Desjardins | Vereinigte Staaten | 1924 | 1928 | 2    | 1      | –      | 3      |

### Frauen
| Platz | Name               | Land               | Von  | Bis  | Gold | Silber | Bronze | Gesamt |
| ----- | ------------------ | ------------------ | ---- | ---- | ---- | ------ | ------ | ------ |
| 1     | Wu Minxia          | China              | 2004 | 2016 | 5    | 1      | 1      | 7      |
| 2     | Chen Ruolin        | China              | 2008 | 2016 | 5    | –      | –      | 5      |
| 3     | Guo Jingjing       | China              | 2000 | 2008 | 4    | 2      | –      | 6      |
| 4     | Fu Mingxia         | China              | 1992 | 2000 | 4    | 1      | –      | 5      |
| 5     | Patricia McCormick | Vereinigte Staaten | 1952 | 1956 | 4    | –      | –      | 4      |
| 5     | Shi Tingmao        | China              | 2016 | 2020 | 4    | –      | –      | 4      |
| 7     | Ingrid Krämer      | Deutschland        | 1960 | 1964 | 3    | 1      | –      | 4      |
| 8     | Quan Hongchan      | China              | 2020 | 2024 | 3    | –      | –      | 3      |
| 9     | Chen Yuxi          | China              | 2020 | 2024 | 2    | 2      | –      | 4      |
| 10    | Dorothy Poynton    | Vereinigte Staaten | 1928 | 1936 | 2    | 1      | 1      | 4      |

## Nationenwertung
Stand: bis und mit 2024

### Gesamt
| Platz | Land               | Gold | Silber | Bronze | Gesamt |
| ----- | ------------------ | ---- | ------ | ------ | ------ |
| 1     | Vereinigte Staaten | 54   | 47     | 46     | 147    |
| 2     | China              | 50   | 26     | 11     | 87     |
| 3     | Schweden           | 6    | 8      | 7      | 21     |
| 4     | Deutschland        | 5    | 9      | 13     | 27     |
| 5     | Russland           | 4    | 8      | 6      | 18     |
| 6     | Sowjetunion        | 4    | 4      | 6      | 14     |
| 7     | Italien            | 3    | 5      | 3      | 11     |
| 8     | Australien         | 3    | 4      | 8      | 15     |
| 9     | Großbritannien     | 2    | 4      | 12     | 18     |
| 10    | DDR                | 2    | 2      | 3      | 7      |
| 11    | Mexiko             | 1    | 8      | 8      | 17     |
| 12    | Kanada             | 1    | 5      | 9      | 15     |
| 13    | Tschechoslowakei   | 1    | 1      | –      | 2      |
| 14    | Dänemark           | 1    | –      | 1      | 2      |
| 15    | Griechenland       | 1    | –      | –      | 1      |
| 16    | Vereintes Team     | –    | 2      | 1      | 3      |
| 17    | Ägypten            | –    | 1      | 1      | 2      |
| 17    | Malaysia           | –    | 1      | 1      | 2      |
| 17    | Nordkorea          | –    | 1      | 1      | 2      |
| 20    | Frankreich         | –    | 1      | –      | 1      |
| 20    | Japan              | –    | 1      | –      | 1      |
| 22    | Ukraine            | –    | –      | 2      | 2      |
| 23    | ROC                | –    | –      | 1      | 1      |

### Männer
| Platz | Land               | Gold | Silber | Bronze | Gesamt |
| ----- | ------------------ | ---- | ------ | ------ | ------ |
| 1     | Vereinigte Staaten | 29   | 24     | 24     | 77     |
| 2     | China              | 23   | 14     | 8      | 45     |
| 3     | Schweden           | 4    | 5      | 4      | 13     |
| 4     | Italien            | 3    | 4      | 2      | 9      |
| 5     | Russland           | 3    | 3      | 5      | 11     |
| 6     | Deutschland        | 2    | 7      | 8      | 17     |
| 7     | Großbritannien     | 2    | 3      | 8      | 13     |
| 8     | Australien         | 2    | 1      | 3      | 6      |
| 9     | Sowjetunion        | 2    | 1      | 3      | 6      |
| 10    | Mexiko             | 1    | 7      | 5      | 13     |
| 11    | DDR                | 1    | –      | –      | 1      |
| 11    | Griechenland       | 1    | –      | –      | 1      |
| 13    | Kanada             | –    | 2      | 1      | 3      |
| 14    | Ägypten            | –    | 1      | 1      | 2      |
| 15    | Japan              | –    | 1      | –      | 1      |
| 16    | ROC                | –    | –      | 1      | 1      |
| 16    | Ukraine            | –    | –      | 1      | 1      |
| 16    | Vereintes Team     | –    | –      | 1      | 1      |

### Frauen
| Platz | Land               | Gold | Silber | Bronze | Gesamt |
| ----- | ------------------ | ---- | ------ | ------ | ------ |
| 1     | China              | 27   | 12     | 3      | 42     |
| 2     | Vereinigte Staaten | 25   | 23     | 22     | 70     |
| 3     | Deutschland        | 3    | 2      | 4      | 9      |
| 4     | Schweden           | 2    | 3      | 3      | 8      |
| 4     | Sowjetunion        | 2    | 3      | 3      | 8      |
| 6     | Russland           | 1    | 5      | 1      | 7      |
| 7     | Kanada             | 1    | 3      | 8      | 12     |
| 8     | Australien         | 1    | 3      | 5      | 9      |
| 9     | DDR                | 1    | 2      | 3      | 6      |
| 10    | Tschechoslowakei   | 1    | 1      | –      | 2      |
| 11    | Dänemark           | 1    | –      | 1      | 2      |
| 12    | Vereintes Team     | –    | 2      | –      | 2      |
| 13    | Großbritannien     | –    | 1      | 4      | 5      |
| 14    | Mexiko             | –    | 1      | 3      | 4      |
| 15    | Malaysia           | –    | 1      | 2      | 2      |
| 16    | Italien            | –    | 1      | 1      | 2      |
| 16    | Nordkorea          | –    | 1      | 1      | 2      |
| 18    | Frankreich         | –    | 1      | –      | 1      |
| 19    | Deutschland        | –    | –      | 1      | 1      |
| 19    | Ukraine            | –    | –      | 1      | 1      |

## Anmerkung
1. ↑  Die Olympischen Zwischenspiele 1906 besitzen keinen offiziellen Status. Die Ergebnisse werden aus diesem Grund in der Liste der erfolgreichsten Teilnehmer und in den Nationenwertung nicht mitberücksichtigt.